# Pungitius platygaster
Pungitius platygaster là một loài cá thuộc họ Gasterosteidae. Nó được tìm thấy ở Afghanistan, Bulgaria, Iran, Kazakhstan, Moldova, România, Nga, Serbia, Montenegro, và Ukraina (Biển Đen, Biển Azov, biển Aral và lưu vực biển Caspi).

## Hình ảnh

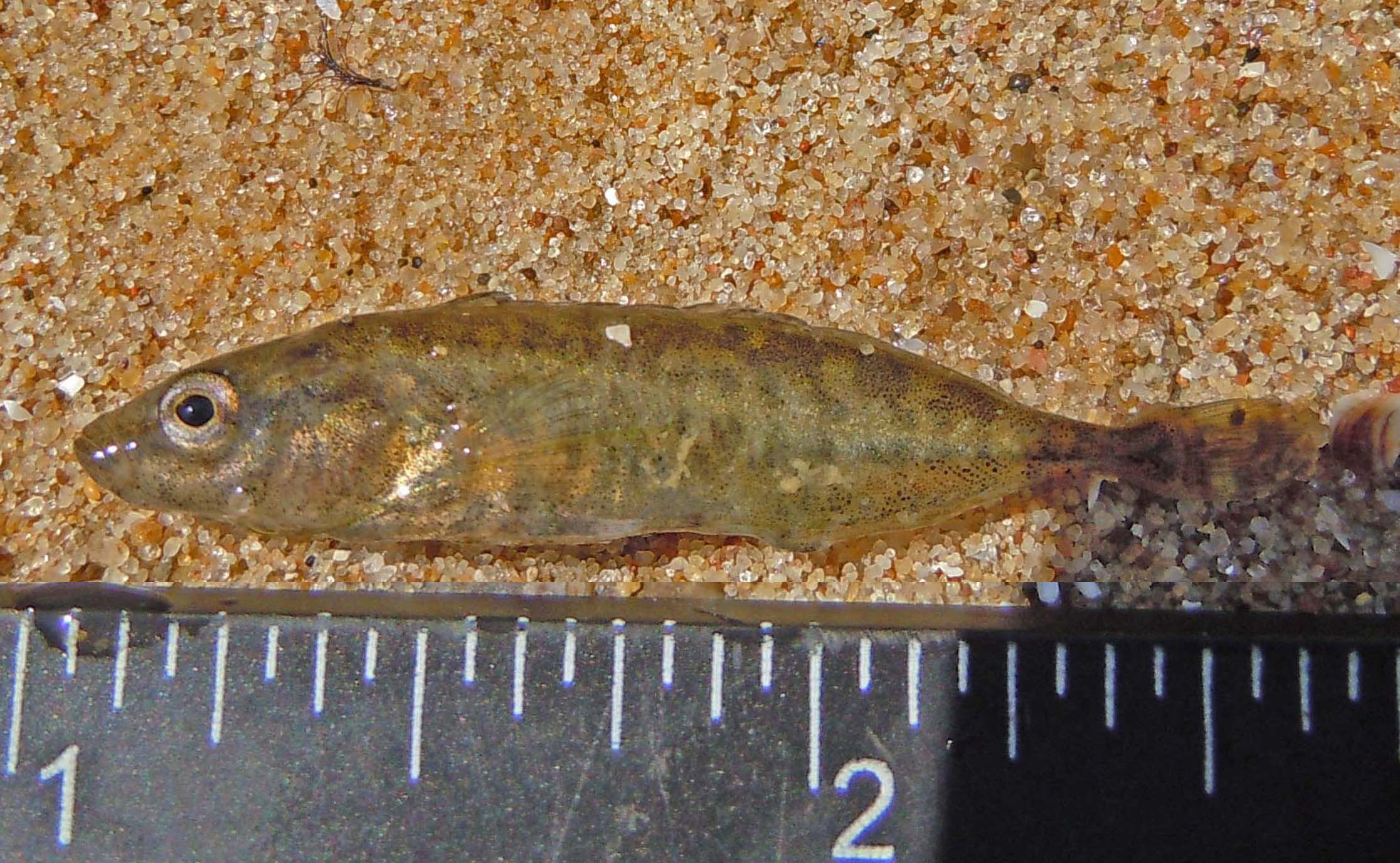